# シャングリラ
シャングリラ（英語: Shangri-La）は、イギリスの作家ジェームズ・ヒルトンが1933年に出版した小説『失われた地平線』に登場する理想郷（ユートピア）の名称。ここから転じて、一般的に理想郷と同義としても扱われている。

## 概要
小説の設定ではチベットの未知の地域にある。ヒマラヤ山脈の西の果てを崑崙山脈のほうへ向かった辺りに、カラカル（Karakal）という名の8,500メートル以上の高峰があり、そのふもとの霧の漂う調和に満ちた谷間に、シャングリラという僧院が建っている。シャングリラに住む人々は普通の人々よりはるかに長生きし、老いる速さは非常に遅い。元は18世紀初頭にペローという名の宣教師が建てた僧院であったが、そこにチベット仏教の僧侶らが集まり、図書館やセントラルヒーティングなど最新式の設備が整えられ世界中の知識も蒐集する研究の地となった。
この小説により「シャングリラ」という言葉は有名になり、1930年代後半以後、ヒマラヤ奥地のミステリアスな永遠の楽園、外界から隔絶された地上の楽園というような語と同義になった。東洋の桃源郷とならんで理想郷の代名詞となり、東洋（オリエント）へのエキゾチシズムを駆り立てる語になった。また神秘主義の総本山と認知され、地球の中心にある理想郷のひとつアガルタの首都に通じるとも言われる。
チベットの古い聖典には、「Nghe-Beyul Khimpalung」という名で、シャングリラのような聖地が7つ登場する。そのうちの一つは、ネパール奥地のマカルーの麓の Makalu-Barun 国立公園の近くのどこかにあるとされる。

## シャングリ＝ラの語源
「Shangri-La」（シャングリ＝ラ）という言葉の語源はおそらく、標準チベット語の「ཞང་」（Shang, シャン、ツァン地方の一地域でタシルンポ寺の北）、「རི」（ri, リー、「山」の意）、「ལ」（ラ、「山の峠」）に由来し、「シャンの山の峠」を意味する。また著者はシャンバラをモデルにしたといわれる。

## 現実の地名
パキスタン北部やインド北部から中国西部、とりわけチベットやヒマラヤの高原では、観光用のキャッチフレーズにシャングリラという名が頻繁に登場する。
2002年5月に、雲南省デチェン・チベット族自治州の中甸県（ちゅうでんけん）がシャングリラ県（香格里拉県）へと改称することが中華人民共和国国務院に承認され、2014年にはシャングリラ市に改名した。